# Beta-blokker
Beta-blokkere (også kendt som β-blokkere, beta-receptorblokerende midler, beta-antagonister, beta-adrenerge antagonister, beta adrenoceptor antagonister) er en gruppe lægemidler.
Beta-blokkere påvirker beta-receptoren. Beta-receptorer findes på celler i hjertemuskulaturen, glat muskulatur, luftveje, arterier, nyrer og andre væv der er del af det sympatiske nervesystem og som medvirker til stressresponset, specielt når de påvirkes af adrenalin. Beta-blokkere hæmmer bindingen af adrenalin og andre stresshormoner til receptoren, og svækker derved virkningen af stresshormoner.
Beta-blokkere anvendes til behandling af hypertension, angina pectoris, arytmi, hjerteinsufficiens, tyrotoksikose og forebyggende imod migræne. Visse beta-blokkere anvendes som øjendråber til behandling af grøn stær (glaukom).

## Beta-blokkere i klinisk brug
Følgende beta-blokkere var i klinisk brug i Danmark pr. december 2012 (handelsnavne er anført i parentes):
- Atenolol (Atenodan, Tenormin, Uniloc)
- Bisoprolol (Cardicor, Emconcor, Speridol)
- Carvedilol
- Esmolol (Brevibloc)
- Labetalol (Trandate)
- Metoprolol (Mepronet, Metocar, Metomylan, Seloken, Selo-Zok)
- Nebivolol (Hypoloc, Lobivon)
- Pindolol (Hexapindol, Viskén)
- Propranolol
- Sotalol
- Timolol (Optimol, Timogel, Timoptol-LA, Timosan)

## Bivirkninger
Negative sideeffekter forbundet til Beta-blokere inkluderer: kvalme, diarré, bronkospasme, åndenød, kolde hænder og fødder, forværring af Raynauds syndrom, bradykardi, lavt blodtryk , hjertestop, hjerteblok, træthed, svimmelhed, hårtab, unormalt syn, hallucinationer, søvnløshed, mareridt, seksuel dysfunktion, impotens, depression og/eller ændring af glukose og lipid stofskifte.